# Muttlerkopf
Der Muttlerkopf ist ein 2368 m (nach österreichischer Vermessung: 2366 m ü. A.) hoher Nebengipfel der Öfnerspitze in den Allgäuer Alpen.

## Lage und Umgebung
Er liegt im näheren Bereich der Kemptner Hütte nördlich des Oberen Mädelejochs, bildet den Kulminationspunkt der südwestlichen Schulter der Öfnerspitze und fällt gegen den Sperrbachtobel mit schroffen Wänden ab. Von Südosten führt ein markierter Weg auf den abgeflachten Gipfel.